# Haßlach (Pottenstein)
Haßlach ist ein Gemeindeteil der Stadt Pottenstein im Landkreis Bayreuth (Oberfranken, Bayern). Die Gemarkung Haßlach hat eine Fläche von 15,659 km². Sie ist in 1939 Flurstücke aufgeteilt, die eine durchschnittliche Flurstücksfläche von 8075,96 m² haben. In ihr liegen neben dem namensgebenden Ort die Gemeindeteile Haselbrunn, Kleinlesau, Mandlau, Prüllsbirkig und Weidmannsgesees.

## Lage
Das Dorf liegt etwa drei Kilometer nördlich von Pottenstein an der Kreisstraße BT 26.

## Geschichte
Der Ortsname bedeutet Bach, an dem die Haselstauden stehen. Haßlach ist schon früh in historischen Quellen präsent. 1068 wurde dem Bistum Bamberg durch den späteren Kaiser Heinrich IV. der Besitz des Königshofes Forchheim bestätigt, wobei auch das dazugehörende „Haselahe“ erwähnt wurde. 
1462 ließ der Bayreuther Markgraf Albrecht Achilles im Fürstenkrieg Haßlach und eine Anzahl weiterer bambergischer Orte niederbrennen. Damals gehörte der Ort zu Amt und Fraisch Pottenstein. Zu Beginn des 19. Jahrhunderts lebten dort 36 Einwohner in 6 Häusern und einer Hofstatt. 
Bis zur Gebietsreform in Bayern war Haßlach eine  Gemeinde im damaligen Landkreis Pegnitz. Gemeindeteile waren Haselbrunn, Kleinlesau, Mandlau, Prüllsbirkig und Weidmannsgesees. Am 1. Januar 1972 wurde Haßlach in Pottenstein eingegliedert.

## Baudenkmäler
→ Liste der Baudenkmäler in Haßlach